# Sopranista
Un sopranista és probablement la veu humana menys freqüent, que és cantada pels homes. És un subtipus de contratenor. El seu so equival al soprano d'una dona, és a dir, de do#₃ al do₅. Loreto Vittori (1604-1670), fou un dels més famosos sopranistes del segle xvii. Actualment, un dels sopranistes més coneguts és Michael Maniaci.